# Wenn du bei mir bist (Film)
Wenn du bei mir bist ist ein Musikfilm von Regisseur Franz Josef Gottlieb, gedreht im Jahr 1970 in Deutschland und Thailand. Uraufführung war am 14. August 1970.

## Handlung
Flugkapitän Schneider und seine Crew bekommen in München den Auftrag, im thailändischen Bangkok eine reparierte Maschine zu übernehmen und nach Deutschland zurückzufliegen. Fast gleichzeitig wird Tamani, die einzige Tochter eines thailändischen Fürsten, die in München studiert, in ihre Heimat zurückgerufen, um einen einheimischen Prinzen zu heiraten, mit dem sie schon im Kindesalter verlobt wurde.
Auf dem Flug nach Thailand verliebt sich Schneiders Copilot Chris in die schöne Unbekannte und gibt ihr heimlich ein Geschenk mit seinen Initialen, verliert sie aber in Bangkok zunächst aus den Augen. In der Zwischenzeit muss Steward Tobby, der ahnungslos für ein Gaunertrio gestohlene Juwelen durch die Zollkontrolle schmuggelte, sich deren Nachstellungen erwehren. Im Opiumrausch wirft er schließlich die Juwelen in einen Fluss. Mittlerweile findet Chris endlich seine Angebetete wieder, die sich sehr verhalten zeigt, als Chris ihr offen seine Liebe gesteht.
Während Stewardess Susi sich in einen Hotelier verliebt und Schneider von Steward Tobby raffiniert mit Stewardess Angelika verkuppelt wird, schlägt für Chris unvermutet die Stunde der Wahrheit: Er erfährt von der Hochzeit Tamanis mit dem Prinzen. Chris verschafft sich Zugang zu der Zeremonie und beobachtet die Trauung. Da fällt plötzlich Tamanis Blick auf ihn, und alles um die beiden scheint zu versinken. Verstohlen zeigt sie ihm, dass sie während des gesamten Trauungsrituals sein Geschenk in ihren Händen getragen hat. Die Liebe aber bleibt unerfüllt.

## Weiteres
Lex Barker erhielt hier seine letzte Filmrolle in Deutschland und auch dies nur durch den Einsatz des mit ihm befreundeten Regisseurs Franz Josef Gottlieb. Ursprünglich war Dietmar Schönherr für die Rolle des Flugkapitäns Schneider vorgesehen. Barker, einstiger Star der Karl-May-Filme, spielte für eine Gage von 60.000 DM.
Während der Dreharbeiten gab es Streit mit der Lufthansa, die der Produktionsfirma ursprünglich ihre volle Unterstützung zugesagt hatte. Vor allem wegen des von Eddi Arent gespielten trotteligen Stewards Tobby wurde die Dreherlaubnis in einer sonst für die Ausbildung von Stewardessen genutzten Flugzeugattrappe zurückgezogen. So musste das Filmteam diese Aufnahmen in Hannover nachholen.
Trotz des großen Aufwands und vieler bestens gelungener farbenprächtiger Aufnahmen wurde die Produktion nicht der erhoffte Kultfilm um Roy Black. Dessen Fans konnten mit der in Deutschland so gut wie unbekannten Hauptdarstellerin wenig anfangen und waren vor allem über das Ausbleiben eines Happy Ends enttäuscht. Seine Kritiker hingegen sahen ihr Klischee vom „Schnulzensänger Black“ vollauf bestätigt.
Produzent Karl Spiehs gestattete sich als Hotelgast im Liegestuhl, dem eine Blondine in den Schoß fällt, einen Cameo-Auftritt.

## Synchronisation
Während die meisten Darsteller mit ihrer eigenen Stimme zu hören sind, gilt dies nicht für:
- Lex Barker: Wolf Ackva
- Zienia Merton: Marion Hartmann
- Angelika Ott: Helga Trümper
- Hansi Linder: Angelika Bender

## Kritiken
- „Franz Josef Gottlieb lieferte bunte, schöne Kintopp-Unterhaltung. Das Image Roy Blacks als ‚einsamer Junge‘ wurde weiter ausgebaut und es wurde erfolgreich auf die Tränendrüse gedrückt.“ (Filmecho/Filmwoche)
- „Ein inszenatorisch läppisches, sentimental-verlogenes Traumfabrikat-Produkt“ (Lexikon des internationalen Films)[1]
- „Echt herzig: Roy Black als verliebter Kopilot, der eine Thai-Prinzessin beschützt.“ (Heyne Filmlexikon)
- Ein routiniert und zugkräftig heruntergedrehter Streifen voller Komik (?), Exotik und (etwas hausbackener) Erotik, in der sich wieder einmal Herz auf Schmerz reimt und die heile Welt der Groschenromane propagiert wird. Der Film bedarf keiner Empfehlung – die Fans werden ihn ohnedies finden. (Evangelischer Filmbeobachter, Kritik Nr. 356/1970)

## Songs
- Wenn du bei mir bist
- Ich hab geträumt, das Glück kam heut zu mir
- Märchen aus der Kinderzeit
- Die Königskinder